# Kim Sơn, Trà Cú
Kim Sơn là một xã cũ thuộc huyện Trà Cú, tỉnh Trà Vinh, Việt Nam.

## Địa lý
Xã Kim Sơn nằm ở phía tây huyện Trà Cú, cách trung tâm huyện 6,5 km, cách thành phố Trà Vinh khoảng 39 km, có vị trí địa lý:
- Phía đông giáp thị trấn Trà Cú và xã Thanh Sơn
- Phía tây giáp tỉnh Sóc Trăng
- Phía nam giáp xã Hàm Tân
- Phía bắc giáp xã Lưu Nghiệp Anh và xã Ngãi Xuyên.

Xã Kim Sơn có diện tích 23,12 km², dân số năm 2019 là 8.890 người, mật độ dân số đạt 385 người/km².

## Hành chính
Xã Kim Sơn được chia thành 9 ấp: Bãi Xào Chót, Bãi Xào Dơi A, Bãi Xào Dơi B, Bãi Xào Giữa, Thanh Xuyên, Trà Cú A, Trà Cú B, Trà Cú C, Xoài Rùm.

## Lịch sử
Ngày 10 tháng 12 năm 2003, Chính phủ Việt Nam ban hành Nghị định số số 157/2003/NĐ-CP về việc thành lập xã Kim Sơn trên cơ sở 2.228,72 ha diện tích tự nhiên và 7.874 nhân khẩu của xã Thanh Sơn.

## Kinh tế - xã hội
Trong sản xuất nông nghiệp: Toàn xã đã 286,87 ha đất, trong đó: Chuyển 165,91ha đất trồng mía sang trồng lúa; chuyển 98,46ha đất trồng mía sang nuôi trồng thủy sản; chuyển 13,33ha đất trồng mía sang trồng màu; chuyển 4,03ha đất trồng mía sang trồng dừa; chuyển 4,09ha đất trồng mía sang trồng cỏ; chuyển 1ha đất trồng mía sang trồng cây sã; chuyển 1,05 đất trồng lúa sang trồng sã.
Cây màu: Diện tích trồng trồng mới 131,8ha (Tăng 0,4 ha so với năm 2018), đạt 109,79% so với kế hoạch năm. (KH 120ha). Trong đó: Màu lương thực 52,6ha, đạt 111,91% so với kế hoạch (KH 47 ha), Màu thực phẩm 79,2 ha, đạt 108,42% so với kế hoạch (KH 73ha).
Chăn nuôi: Đàn bò: 1.810 con đạt 120,7% so với kế hoạch (KH 1.500 con), đàn heo: 2.064 con đạt 82,6% so với kế hoạch (KH 2.500 con), giảm 293 con so với năm 2018, nguyên nhân do ảnh hưởng của bệnh Dịch tả heo Châu phi đang xuất hiện tại địa bàn, đàn gia cầm: 36.757 con đạt 105% so với kế hoạch (KH 35.000 con), tăng 1.401 con so với cùng kỳ năm 2018.
Thủy sản: Toàn xã có 153,19ha diện tích nuôi thủy sản (Tăng 96,34ha so với năm 2018).
Tiểu thủ công nghiệp và dịch vụ: Toàn xã có 03 Doanh nghiệp (02 Doanh nghiệp gia công sản xuất giầy da; 01 doanh nghiệp xây dựng), 01 tổ hợp tác (gia công sản xuất giầy da) 414 hộ kinh doanh (trong đó lĩnh vực công nghiệp 81 hộ, vận tải kho bãi 54 hộ, thương mại 167 hộ, dịch vụ 112 hộ) với tổng số 998 lao động. 6 tháng đầu năm 2019, đã phát triển 01 Doanh nghiệp (DN xây dựng) 02 cơ sở sản xuất kinh doanh và 20 hộ kinh doanh cá thể.
Hợp tác xã: Thành lập Hợp tác xã nông nghiệp Thuận lợi với số lượng 68 thành viên tham gia, tổng số vốn góp là 242 triệu đông.
Tổng thu ngân sách xã đến nay được 11.327.583.553đ, đạt 100,9% kế hoạch (KH: 11.225.919.000đ). Trong đó: Thu nội địa là 923.833.366 đ, đạt 135,08% so với kế hoạch (KH: 683.900.000đ), thu cân đối ngân sách 5.023.680.000đ, thu bổ sung mục tiêu 4.489.000.000đ. 
Chi ngân sách 8.016.434.523đ, đạt 71,56% so với kế hoạch (KH 11.201.319.000đ).

### Giáo dục
Hệ thống giáo dục của xã:
- Trường THCS Kim Sơn: Ấp Trà Cú A
- Trường Tiểu học:
  - Trường TH Kim Sơn: Điểm ấp Trà Cú C
  - Trường TH Kim Sơn: Điểm ấp Trà Cú B
  - Trường TH Kim Sơn (Điểm ấp Bảy Xào Giữa 1): Ấp Bảy Xào Giữa
  - Trường Tiểu Học Kim Sơn (Điểm Bảy Xào Giữa 2): Ấp Bảy Xào Giữa
- Trường Mẫu giáo:
  - Trường MG Kim Sơn (Điểm chính): Ấp Bảy Xào Dơi B
  - Trường MG Kim Sơn (Điểm Bảy Xào Giữa): Ấp Bảy Xào Giữa.[1]

## Giao thông

### Giao thông bộ
Trên địa bàn xã có tuyến giao thông chính là đường Huyện 36, và tuyến đường Quốc lộ 53, ngoài ra trên địa bàn toàn xã còn có các tuyến giao thông đường nhựa liên xã có tổng chiều dài trên 23 km được phân bố khá hợp lý, các tuyến giao thông nông thôn 09/09 ấp đều được bê tông hóa đảm bảo xe 2 bánh lưu thông đến trung tâm xã dễ dàng trong cả hai mùa mưa nắng. Đến nay đã xây dựng được các tuyến đường bê tông với tổng chiều dài 11,658m.
Hệ thống giao thông của xã thời gian qua tuy đã phát triển, nhưng trong tương lai cần đầu tư mạnh để phát triển hệ thống giao thông đảm bảo phục vụ cho nhân dân lưu thông và vận chuyển hàng hoá ngày càng tăng.
Hiện trạng giao thông: Tuyến Quốc lộ 53, phía Nam xã Kim Sơn, huyện Trà Cú nối các huyện lân cận. gồm 2 làn xe nền đường 9m, mặt đường 7,0 m, lề đường 1,5 m, phần đất dự trữ mỗi bên 10,5 m, lộ giới 33m.

### Giao thông thủy
Xã Kim Sơn có hệ thống mạng lưới sông ngòi và kênh thuận lợi cho việc phát triển nông nghiệp, và nuôi trồng thủy sản. Đặc biệt là sông Trà Cú thông ra sông Hậu có khả năng cho phép tải trọng phương tiện từ 50 - 100 tấn hoạt động có thế mạnh về giao thông đường thủy, tạo đà cho sự phát triển kinh tế của xã.